# Epinephelus ongus
Epinephelus ongus es una especie de peces de la familia Serranidae en el orden de los Perciformes.

## Morfología
Los machos pueden llegar alcanzar los 40 cm de longitud total.

## Distribución geográfica
Se encuentra desde África Oriental hasta las islas Ryukyu, las islas Marshall, Fiyi, Nueva Caledonia y el norte de Australia.